# Louis Licherie
Louis Licherie de Beurie (n. 1642, Dreux, Centre-Val de Loire, Franța – d. 3 decembrie 1687, Paris, Regatul Franței) a fost un pictor și gravor francez în stil baroc. S-a specializat în scene biblice și istorice.

## Viața și opera
El a fost inițial un elev al lui Louis Boullogne⁠(d). În 1666, a găsit un loc de muncă ca membru al atelierului lui Charles Le Brun, primul pictor al regelui, care era responsabil pentru toate decorațiunile mari create în timpul domniei regelui Ludovic al XIV-lea. În anul următor, a fost numit director al școlii de desen și design de la Fabrica  de Goblen, al cărei director șef era Le Brun. A deținut această funcție până în 1670.
A devenit membru al Académie royale de peinture et de sculpture⁠(d) în 1679. Piesa sa de recepție a fost o scenă în care o înfățișa pe Abigail aducând cadouri regelui David, care este acum păstrată la École nationale supérieure des Beaux-Arts. În 1681, a fost numit profesor asistent.
Multe dintre lucrările sale au fost create pentru instituții religioase, în special la Saint-Germain l'Auxerrois⁠(d) și  Chartreuse de Bourgfontaine. Catalogul lucrărilor sale cunoscute a crescut considerabil datorită cercetărilor recente.
Lucrările sale pot fi văzute la Luvru, la Musée des beaux-arts din Nantes, la Musée des beaux-arts din Rouen, la Muzeul Thomas-Henry, la Muzeul Magnin și la Musée de la Grande Chartreuse.